# Gabriele Panizzi
Gabriele Panizzi (ur. 11 marca 1938 w Latinie lub 11 marca 1937 w Terracinie) – włoski polityk i samorządowiec, działacz eurofederalistyczny, w latach 1984–1985 prezydent Lacjum, w 1994 poseł do Parlamentu Europejskiego III kadencji.

## Życiorys
Zaangażował się w działalność Włoskiej Partii Socjalistycznej. Od 1975 do 1990 zasiadał w radzie prowincji, był też asesorem w lokalnym samorządzie. Od 1984 do 1985 sprawował funkcję prezydenta Lacjum. W 1989 kandydował bez powodzenia do Parlamentu Europejskiego, mandat uzyskał 18 maja 1994 w miejsce Giuliano Ferrary. Przystąpił do grupy socjalistycznej, nie został członkiem żadnej z komisji ani delegacji.
Został wiceprezesem Instytutu Altiero Spinellego, przygotował nową edycję Manifestu federalistów europejskich jego autorstwa. W założonym przez Spinellego ruchu Movimento Federalista Europeo, popierającym federalizację Unii Europejskiej, objął funkcję prezesa w Lacjum. Został członkiem zarządu AICCRE, rady gmin i regionów europejskich. W późniejszym okresie założył ugrupowanie Partito Radicale Nonviolento Transnazionale e Transpartito.